# Kisköre
Kisköre – miasto na Węgrzech, w komitacie Heves, w powiecie Heves, leżące nad rzeką Cisą.

## Współczesność
W roku 1973 wybudowano tu hydroelektrownię, która zaopatruje miasto w energię elektryczną. W tym samym czasie powstało sztuczne jezioro Cisa, rozciągające się na północny wschód od miasta.

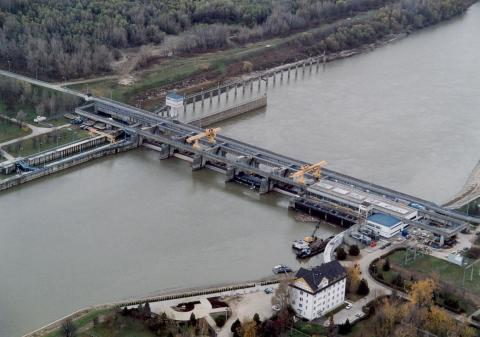
Śluza na Cisie (aerofotografia)